# إنريكي غارسيا (سائق رالي)
إنريكي غارسيا (بالإسبانية: Enrique García Ojeda) (و. 1972  م) هو سائق رالي إسباني.

## روابط خارجية
- إنريكي غارسيا على موقع Rallye-info.com (الإنجليزية)
- إنريكي غارسيا على موقع eWRC-results.com (الإنجليزية)